# 스피드스타 레코드
SPEEDSTAR RECORDS(스피드스타 레코드)는 음악회사 빅터 엔터테인먼트의 레이블 중 하나이다. 1992년에 창립했다. 산하에 사잔 오루 스타즈관련 음반사인 빅터 타이시타가 있다. 최근에는 빅터와는 독립적인 행동이 많아져, 분사의 가능성도 검토되고있다.

## 주요 소속 아티스트
- 키요키바 슌스케
- 나이스 하시모토
- 사이토 카즈요시
- 츠지 아야노
- 쿠루리
- 호시노 겐
- 후미도
- THE BACK HORN
- UA
- Cocco

### 과거 소속 아티스트
- 레미오로멘 (OORONG RECORDS로 이적)